# Henrik Pedersen (allenatore di calcio)
Henrik Pedersen (Humlum, 2 gennaio 1978) è un allenatore di calcio e dirigente sportivo danese.

## Carriera
Il 20 giugno 2019, Pedersen è stato ingaggiato come allenatore dello Strømsgodset: ha firmato un contratto valido fino al 31 dicembre 2021.
Il 2 aprile 2021, la dirigenza dello Strømsgodset ha rilasciato un comunicato ufficiale sul proprio sito internet in cui ha dichiarato di essere venuta a conoscenza di alcune parole pronunciate da Pedersen che sarebbero potute essere percepite come di stampo razzista. La società ha iniziato quindi un'indagine interna per stabilire eventuali provvedimenti.
Pedersen ha respinto le accuse contro di lui, mentre le frasi incriminate non sono state rivelate pubblicamente.
Il 5 aprile 2021, lo Strømsgodset ha comunicato che non c'era alcuna prova contro l'allenatore, fatta eccezione per la testimonianza di un dipendente del club avvenuta nelle settimane precedenti, pertanto il danese è stato confermato alla guida della squadra.
Il 9 aprile successivo, Pedersen e lo Strømsgodset hanno comunque deciso di separare le proprie strade: l'allenatore ha ribadito di non aver pronunciato alcuna frase razzista, ma a causa delle polemiche generate dalla vicenda, le parti hanno rescisso l'accordo che le legava.